# Teus Nobel

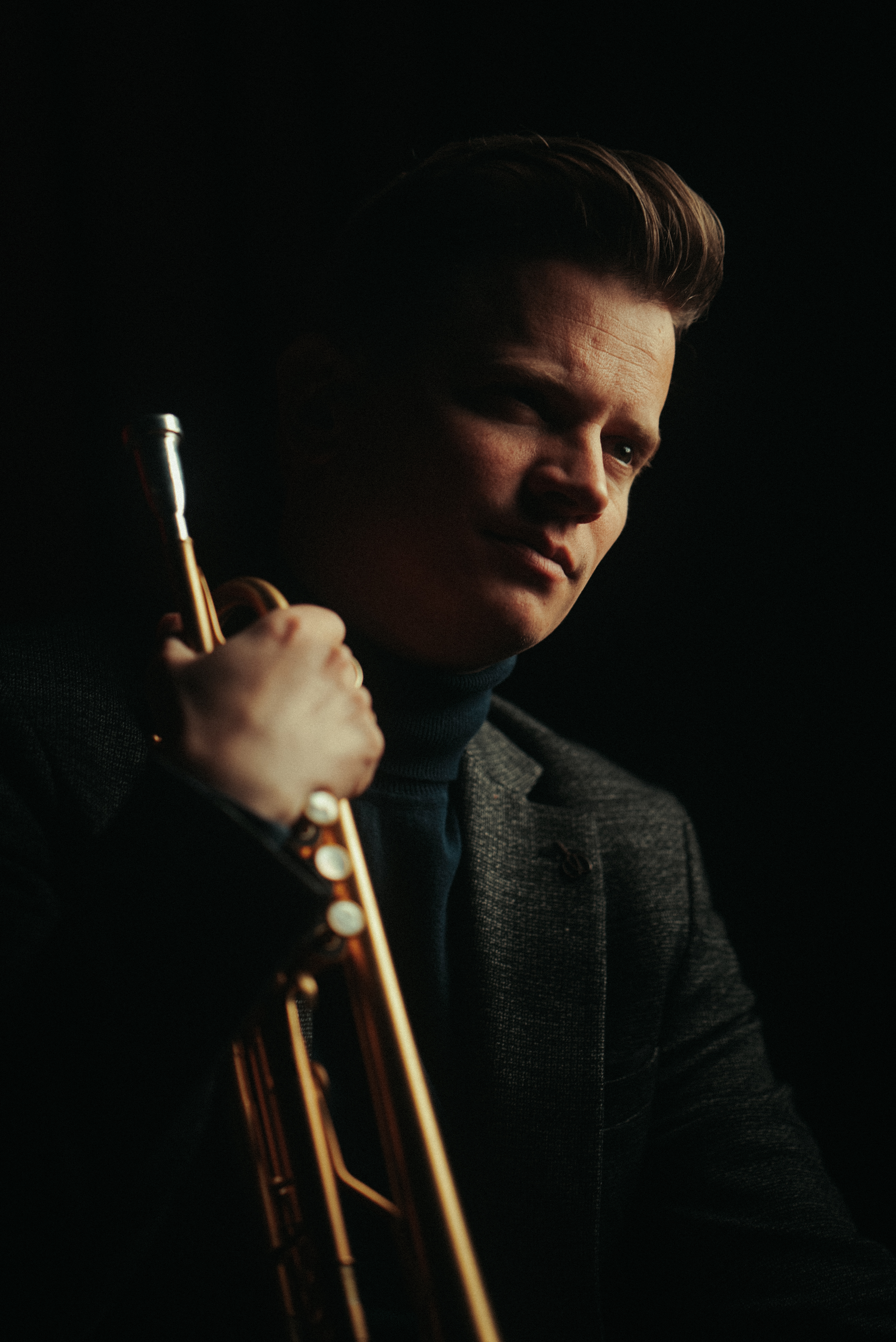
Teus Nobel (2022).

Teus Nobel (Krimpen aan de Lek, 1982) is een Nederlandse jazz-trompettist en -bugelspeler. Hij speelt met zijn band Liberty Group en in andere samenstellingen en is daarnaast docent aan de Fontys Hogeschool. In 2020 won hij een Edison voor zijn album Saudade.

## Biografie
Teus Nobel studeerde vanaf zijn zeventiende aan de Codarts hogeschool in Rotterdam, eerst twee jaar klassiek, daarna vier jaar jazz. Hij studeerde af (bachelor) in 2006. Hij kreeg onder andere les van Jarmo Hoogendijk, bij wie hij in 2016 ook een masterstudie begon, die hij in 2018 voltooide met een artistic research naar de muzikale erfenis van Woody Shaw.
Tijdens en na zijn studie tourde hij met de Rotterdam Ska Jazz Foundation. Als freelance musicus speelde hij vervolgens met de bands van onder andere Caro Emerald, The Kyteman Orchestra en Frank McComb (voorheen Buckshot LeFonque). In 2010 werd hij jazzsolist bij het Orkest Koninklijke Luchtmacht, waar hij speelde tot 2019.
Sinds 2012 bracht hij een aantal albums uit, zowel met eigen band als in samenwerkingen met Jef Neve en Roeland Jacobs/Radio Filharmonisch Orkest. Deze laatste samenwerking leverde een Edison op voor het album Saudade.
Samen met bandleider Jasper Staps richtte hij het Paradox Jazz Orchestra op.
Sinds 2020 is Nobel docent bij Fontys Academy of Music & Performing Arts.
Voor televisie trad hij onder meer op bij Vrije Geluiden, De Wereld Draait Door en M.

## Persoonlijk
Nobel is getrouwd en heeft twee zoons.

## Discografie
Eigen albums:
- Flow (2012)
- Legacy (2014)
- Social Music (met Merlijn Verboom) (2016)[14]
- Journey of Man (2019)[15]
- Pleasure is the Measure (2021)[16]
- Human First (2023)[17]

Met Jef Neve:
- Spirit Control (2017)
- Mysterium (2020)[18]

Met Roeland Jacobs:
- Saudade (2019)[19] - Edison Jazz/World 2020
- Tanto Amor (2021)[20] - nominatie Jazzism Edison Publieksprijs 2022[21]

Met The New York Second:
- Emergo (2020 - O.A.P. Records)[22]
- Music at Night (and Other Stories)[23]